# 대한민국 정부 발표 친일반민족행위자 명단 - 통치 기구
대한민국 정부 발표 친일반민족행위자 명단 - 통치 기구는 대한민국의 대통령 소속 친일반민족행위진상규명위원회가 일제강점하 반민족행위 진상규명에 관한 특별법을 적용, 조사하여 공식 발표한 친일반민족행위자 명단 중 통치 기구 부문에 분류된 이들의 명단이다. 관료 분야, 사법 분야, 군인·헌병 분야, 경찰·밀정 분야로 나누어 발표했다.

## 선정 과정
친일반민족행위진상규명위원회는 현존하는 문헌 자료를 통해 구체적인 친일반민족행위가 입증된 통치 기구 부문 인사 281명(관료 분야 인사 118명, 사법 분야 인사 36명, 군인·헌병 분야 인사 40명(군인 분야 인사 34명, 헌병 분야 인사 6명), 경찰·밀정 분야 인사 87명(경찰 분야 인사 82명, 밀정 분야 인사 5명))에 대한 조사 대상자 선정 심의를 진행했다.
친일반민족행위 조사 대상자 심의 결과 274명(관료 분야 인사 118명, 사법 분야 인사 32명, 군인·헌병 분야 인사 40명(군인 분야 인사 34명, 헌병 분야 인사 6명), 경찰·밀정 분야 인사 84명(경찰 분야 인사 79명, 밀정 분야 인사 5명))이 통치 기구 부문 조사 대상자로 선정되었으며 7명(사법 분야 인사 4명, 경찰·밀정 분야 인사 3명(경찰 분야 인사 3명))이 기각 결정을 받았다.
친일반민족행위 조사 대상자 선정에 대한 이의 신청 과정에서는 17건(관료 분야 6건, 사법 분야 4건, 군인·헌병 분야 6건(군인 분야 6건), 경찰·밀정 분야 1건(경찰 분야 1건))의 이의 신청이 접수되었다. 심의 결과 17건(관료 분야 6건, 사법 분야 4건, 군인·헌병 분야 6건(군인 분야 6건), 경찰·밀정 분야 1건(경찰 분야 1건))이 기각(선정 유지)되었다.
친일반민족행위진상규명위원회는 친일반민족행위 조사 대상자로 지정된 통치 기구 부문 인사 274명(관료 분야 인사 118명, 사법 분야 인사 32명, 군인·헌병 분야 인사 40명(군인 분야 인사 34명, 헌병 분야 인사 6명), 경찰·밀정 분야 인사 84명(경찰 분야 인사 79명, 밀정 분야 인사 5명))에 대한 조사를 진행하면서 친일반민족행위에 관한 결정을 심의했다. 심의 결과 272명(관료 분야 인사 118명, 사법 분야 인사 32명, 군인·헌병 분야 인사 40명(군인 분야 인사 34명, 헌병 분야 인사 6명), 경찰·밀정 분야 인사 82명(경찰 분야 인사 77명, 밀정 분야 인사 5명))이 친일반민족행위자로 결정되었으며 2명(경찰·밀정 분야 인사 2명(경찰 분야 인사 2명))이 기각 결정을 받았다.
친일반민족행위 결정에 대한 이의 신청 과정에서는 8건(관료 분야 2건, 사법 분야 3건, 군인·헌병 분야 3건(군인 분야 3건))의 이의 신청이 접수되었다. 심의 결과 8건(관료 분야 2건, 사법 분야 3건, 군인·헌병 분야 3건(군인 분야 3건))이 기각(선정 유지)되었다. 친일반민족행위진상규명위원회의 최종 심의 결과 272명(관료 분야 인사 118명, 사법 분야 인사 32명, 군인·헌병 분야 인사 40명(군인 분야 인사 34명, 헌병 분야 인사 6명), 경찰·밀정 분야 인사 82명(경찰 분야 인사 77명, 밀정 분야 인사 5명))이 통치 기구 부문 친일반민족행위자로 결정되었다.

## 통치 기구 분야 목록 (272명)

### 관료 (118명)
| - 강필성 (姜弼成) - 계광순 (桂珖淳) - 계응규 (桂膺圭) - 계찬겸 (桂燦謙) - 고긍명 (高亘明) - 고희준 (高羲駿) - 구자경 (具滋璟) - 권중식 (權重植) - 권중환 (權重煥) - 김규년 (金圭年) - 김기영 (金璣泳) - 김대우 (金大羽) - 김동훈 (金東勳) - 김병태 (金秉泰) - 김상연 (金祥演) - 김서규 (金瑞圭) - 김시권 (金時權) - 김시명 (金時明) - 김영묵 (金永默) - 김영배 (金永培) - 김영상 (金永祥) - 김영수 (金永壽) - 김우영 (金雨英) - 김종순 (金鍾淳) | - 김학성 (金學成) - 김형운 (金炯運) - 김희덕 (金熙德) - 류시환 (柳時煥, 유시환(柳時煥)) - 박기환 (朴基煥) - 박용섭 (朴墉燮) - 박용현 (朴龍鉉) - 박재홍 (朴在弘) - 박정수 (朴定守) - 박제륜 (朴濟輪) - 박제승 (朴齊昇) - 박철 (朴澈) - 박호근 (朴浩根) - 백낙삼 (白樂三) - 백흥기 (白興基) - 석진형 (石鎭衡) - 소진은 (蘇鎭殷) - 손영목 (孫永穆) - 송문헌 (宋文憲) - 송주순 (宋柱淳) - 송찬도 (宋燦道) - 신우선 (申佑善) - 신태건 (申泰建) - 안용백 (安龍伯) | - 양재하 (楊在河) - 엄창섭 (嚴昌燮) - 여구현 (呂求鉉) - 오광은 (吳光殷) - 오두환 (吳斗煥) - 오해건 (吳海建) - 원의상 (元宜常) - 원진희 (元晋喜) - 유만겸 (兪萬兼) - 유진명 (兪鎭明) - 윤관 (尹灌) - 윤상희 (尹相曦) - 윤태빈 (尹泰彬) - 이계한 (李啓漢) - 이규완 (李圭完) - 이기방 (李基枋) - 이두황 (李斗璜) - 이범관 (李範觀) - 이범래 (李範來) - 이성근 (李聖根) - 이승칠 (李承七) - 이운붕 (李雲鵬) - 이원규 (李源圭) - 이원보 (李源甫) | - 이원창 (李源昌) - 이윤세 (李允世) - 이윤영 (李胤榮) - 이종국 (李鍾國) - 이종은 (李鍾殷) - 이진호 (李軫鎬) - 이찬용 (李燦容) - 이창근 (李昌根) - 이해용 (李海用) - 이희순 (李熙淳) - 임문석 (林文碩) - 임헌영 (林憲永) - 임헌평 (林憲平) - 장기창 (張基昌) - 장수길 (張壽吉) - 장윤식 (張潤植) - 장헌근 (張憲根) - 전창림 (全昌林) - 정교원 (鄭僑源) - 정기창 (鄭基昌) - 정민조 (鄭民朝) - 정연기 (鄭然基) - 정용신 (鄭用信) - 정운성 (鄭雲成) | - 정찬선 (鄭燦先) - 조경하 (趙鏡夏) - 조경호 (趙京鎬) - 조동민 (趙東敏) - 조병교 (趙秉敎) - 조상만 (趙尙滿) - 조춘원 (趙春元) - 주시헌 (朱時憲) - 최만달 (崔晩達) - 최병혁 (崔炳赫) - 최익하 (崔益夏) - 최정덕 (崔廷德) - 최창홍 (崔昌弘) - 최태봉 (崔泰鳳) - 최하영 (崔夏永) - 최항묵 (崔恒默) - 최형직 (崔炯稷) - 한동석 (韓東錫) - 허섭 (許燮) - 홍승균 (洪承均) - 홍영선 (洪永善) - 황덕순 (黃德純) |

### 사법 (32명)
| - 강동진 (姜東鎭) - 김낙헌 (金洛憲) - 김두일 (金斗一) - 김세완 (金世玩) - 김응준 (金應駿) - 김준평 (金準枰) - 나진 (羅瑨) | - 노상구 (魯相龜) - 노용호 (盧龍鎬) - 문승모 (文昇謨) - 민병성 (閔丙晟) - 박만서 (朴晩緖) - 박제선 (朴齊璿) - 백윤화 (白允和) | - 백한성 (白漢成) - 변옥주 (卞沃柱) - 송화식 (宋和植) - 신재영 (申載永) - 오완수 (吳完洙) - 원종억 (元鍾億) - 유동작 (柳東作) | - 유영 (柳瑛) - 이근창 (李根昌) - 이명섭 (李明燮) - 이수현 (李守鉉) - 임영찬 (林英贊) - 전병하 (全炳夏) - 최호선 (崔浩善) | - 함성욱 (咸晟昱) - 홍승근 (洪承瑾) - 홍인석 (洪仁錫) - 홍종억 (洪鍾檍) |

### 군인·헌병 (40명)

#### 군인 (34명)
| - 강재호 (姜在浩) - 구동욱 (具東旭) - 권승록 (權承錄) - 김기원 (金基元) - 김석범 (金錫範) - 김석원 (金錫源) - 김응선 (金應善) | - 김인욱 (金仁旭) - 김찬규 (金燦奎, 김백일(金白一)) - 김홍준 (金洪俊) - 박두영 (朴斗榮) - 백선엽 (白善燁) - 백홍석 (白洪錫) - 송석하 (宋錫夏) | - 신우균 (申羽均) - 신응균 (申應均) - 신태영 (申泰英) - 신현준 (申鉉俊) - 어담 (魚潭) - 엄주명 (嚴柱明) - 오문강 (吳文剛) | - 유관희 (柳寬熙) - 유기성 (柳冀聖) - 이대영 (李大永) - 이응준 (李應俊) - 이제정 (李濟楨) - 이종찬 (李鍾贊) - 이희두 (李熙斗) | - 장인근 (張寅根) - 정훈 (鄭勳) - 조성근 (趙性根) - 최명하 (崔鳴夏) - 홍사익 (洪思翊) - 홍청파 (洪淸波) |

#### 헌병 (6명)
| - 강병일 (姜炳一) - 김성규 (金聖奎) | - 박요섭 (朴堯燮) - 심의진 (沈宜震) | - 이용원 (李容洹) - 조성엽 (趙成曄) |  |  |

### 경찰·밀정 (82명)

#### 경찰 (77명)
| - 강인수 (姜寅秀) - 강태만 (姜泰萬) - 계란수 (桂蘭秀) - 고정순 (高正淳) - 고피득 (高彼得) - 구연수 (具然壽) - 권중익 (權重翼) - 김극일 (金極一) - 김덕기 (金悳基) - 김면규 (金冕圭) - 김병련 (金秉連) - 김시욱 (金時昱) - 김윤복 (金允福) - 김재열 (金在烈) - 김종구 (金鍾球) - 김진탁 (金晋卓) | - 김찬욱 (金燦旭) - 김찬희 (金贊凞) - 김철홍 (金哲弘) - 김태석 (金泰錫) - 김해룡 (金海龍) - 김홍걸 (金弘傑) - 김홍육 (金弘六) - 노기주 (魯璣柱) - 노덕술 (盧德述) - 노주봉 (盧周鳳) - 류창렬 (柳昌烈, 유창렬(柳昌烈)) - 박근수 (朴根壽) - 박명석 (朴命石) - 박을수 (朴乙守) - 박정순 (朴正純) - 백성수 (白聖洙) | - 신상호 (申相鎬) - 신양재 (愼良縡) - 신현규 (申鉉奎) - 양성순 (梁星淳) - 양익현 (梁益賢) - 오병욱 (吳炳旭) - 오세윤 (吳世尹) - 유승운 (劉承雲) - 유진후 (兪鎭厚) - 은한섭 (殷漢燮) - 이경화 (李景和) - 이관호 (李官浩) - 이명흠 (李明欽) - 이민호 (李敏浩) - 이벽송 (李碧松) - 이병식 (李秉植) | - 이영수 (李榮洙) - 이중수 (李仲秀) - 이태순 (李泰淳) - 임병식 (林炳湜) - 임학래 (林學來) - 장석영 (張錫永) - 정인하 (鄭寅夏) - 정재범 (鄭載範) - 정재춘 (鄭在椿) - 정충원 (鄭忠源) - 조종춘 (趙鍾春) - 조종훈 (趙鐘勛) - 조진호 (趙振浩) - 조희갑 (趙羲甲) - 조희창 (趙熙彰) - 진용섭 (陳瑢燮) | - 최두천 (崔斗天) - 최석현 (崔錫鉉) - 최연 (崔燕) - 최인범 (崔仁範) - 최일환 (崔日煥) - 최진태 (崔鎭泰) - 최탁 (崔卓) - 하판락 (河判洛) - 한정석 (韓定錫) - 한종건 (韓鍾建) - 함희창 (咸熙昌) - 허준 (許俊) - 황금룡 (黃金龍) |

#### 밀정 (5명)
| - 박용환 (朴容煥) | - 배정자 (裵貞子) | - 선우갑 (鮮于甲) | - 선우순 (鮮于(金+筍)) | - 이희간 (李喜侃) |

## 친일반민족행위 조사 대상자 선정 심의 과정에서 기각된 인물 (7명)

### 사법 (4명)
- 강철모 (姜哲模): 《치안유지법》에 의해 탄압의 대상이 되었던 일제강점기의 사회주의 운동은 대한민국의 헌법 이념에 배치되므로 항일 운동, 독립 운동의 범주에 포함될 수 없기 때문에 판사로 재직하면서 사회주의 운동 재판에서 실형을 선고한 행동을 친일반민족행위로 볼 수 없다고 판단함.
- 김종석 (金鍾錫): 15년 동안 판사로 재직하면서 일본 정부로부터 서보장을 받았으나 재판의 내용이 징용령 거부 등이고 재판 횟수가 6건에 불과함.
- 장기상 (張基相): 《치안유지법》에 의해 탄압의 대상이 되었던 일제강점기의 사회주의 운동은 대한민국의 헌법 이념에 배치되므로 항일 운동, 독립 운동의 범주에 포함될 수 없기 때문에 판사로 재직하면서 사회주의 운동 재판에서 실형을 선고한 행동을 친일반민족행위로 볼 수 없다고 판단함.
- 최대교 (崔大敎): 검사로 재직하면서 기소한 횟수가 10회 이하이고 일본 정부로부터 서보장을 받은 기록, 사상범예방구금위원회에서 구체적으로 활동한 자료와 행위가 없음.

### 경찰·밀정 (3명)
- 김기억 (金基億): 순사보로 재직하면서 3·1 운동 관련자를 체포했으나 순사보 계급이 경찰 직위 중에서 낮은 편이고 명백한 친일반민족행위를 입증할 증거 자료가 불충분함.
- 나문환 (羅文煥): 순사로 재직하면서 다수의 의병을 투항시켰으나 순사 계급이 경찰 직위 중에서 낮은 편이고 명백한 친일반민족행위를 입증할 증거 자료가 불충분함.
- 최동섭 (崔東燮): 경찰 직위 중에서 높은 계급인 경부로 재직하면서 다수의 의병을 투항시켰으나 명백한 친일반민족행위를 입증할 증거 자료가 불충분함.

## 친일반민족행위 결정 심의 과정에서 기각된 인물 (2명)

### 경찰·밀정 (2명)
- 김광현 (金光鉉): 순사로 재직하면서 의병장을 체포했으나 적극적인 의병 탄압 행위를 입증할 수 있는 자료가 미흡함.
- 백덕수 (白德守): 순사로 재직하면서 의병 활동을 탄압했으나 순사 계급이 경찰 직위 중에서 낮은 편이고 의병 탄압 행위의 적극성, 중대성이 인정되지 않음.

## 같이 보기
- 대한민국 정부 발표 친일반민족행위자 명단
- 대한민국 정부 발표 친일반민족행위자 명단 - 정치
- 대한민국 정부 발표 친일반민족행위자 명단 - 경제·사회
- 대한민국 정부 발표 친일반민족행위자 명단 - 문화
- 대한민국 정부 발표 친일반민족행위자 명단 - 해외
- 친일반민족행위 106인 명단
- 친일반민족행위 195인 명단
- 친일반민족행위 705인 명단

## 참고자료
- 친일반민족행위진상규명위원회 (2009). 《친일반민족행위진상규명 보고서 Ⅱ》. 서울.